# Greg Meldrum
Robert Gregory Meldrum, detto Greg (Toronto, 1º giugno 1973), è un ex cestista canadese.

## Carriera
Con il Canada ha disputato i Campionati mondiali del 2002.